# Блажова
Блажо́ва (пол. Błażowa) — місто в Південно-Східній Польщі.
Належить до Ряшівського повіту Підкарпатського воєводства.

## Історія
- 1432 року засновано римо-католицьку парафію за сприяння шляхтича Пйотра Кунагла — мечника сандомирського.
- Блажова лежить на заході Надсяння, де внаслідок примусового закриття церков у 1593 р. українське населення зазнало латинізації та полонізації. В архіві римо-католицької парафії Блажова зберігся документ 1637 р. про необхідність вигнання русинів з сіл Блажова, Бялка і Лецка.
- 1738 року дідич — князь Ян Александер Любомирський — підтвердив заснування римо-католицької парафії в містечку.[2]
- 1822 року вибудувано костел — частково мурований, частково — дерев'яний.
- Українці належали до греко-католицької парафії Глідно Бірчанського деканату (з 1930 р. — Динівського деканату)
- У 1919—1939 рр. місто належало до Ряшівського повіту Львівського воєводства.

## Демографія
Демографічна структура станом на 31 березня 2011 року:
|          | Загалом | Допрацездатний вік | Працездатний вік | Постпрацездатний вік |
| -------- | ------- | ------------------ | ---------------- | -------------------- |
| Чоловіки | 1053    | 192                | 758              | 103                  |
| Жінки    | 1111    | 196                | 680              | 235                  |
| Разом    | 2164    | 388                | 1438             | 338                  |